# Prostitución en Esuatini
La prostitución en Esuatini o Suazilandia es ilegal, con leyes contra la prostitución remontadas desde 1889, cuando el país era un protectorado de Sudáfrica. El cumplimiento de la ley es irregular, sobre todo cerca de zonas industriales y bases militares. La policía suele hacer la vista gorda ante la prostitución en los clubes, si bien periódicamente realizan algunas redadas.
El tráfico sexual, la prostitución infantil y el VIH son problemas en el país.

## Panorama general
Se calcula que en 2015 había unas 4 000 trabajadoras del sexo en el país, con las mayores concentraciones en Matsapha, Manzini, Malkerns y Ezulwini. La mayoría de las trabajadoras del sexo son mozambiqueñas o suazis. Se informa de que las trabajadoras del sexo son objeto de abusos y relaciones sexuales forzadas por parte de la policía. Algunas prostitutas viajan ocasionalmente a otros países, especialmente a Maputo, en Mozambique, para trabajar temporalmente. Muchas mujeres y niños recurren a la prostitución debido a la pobreza.
Tras la colonización europea, la occidentalización, el desarrollo de los centros urbanos y la mano de obra inmigrante, especialmente en las zonas mineras, se produjo un aumento de la prostitución. En la década de 1970 se produjo el turismo sexual de sudafricanos, que no sólo aumentó aún más la demanda de prostitución, sino que instigó el traslado de las trabajadoras del sexo de las zonas mineras a los hoteles urbanos. Suazilandia era más liberal que Sudáfrica y no tenía leyes de apartheid. En 2001, las trabajadoras del sexo de Manzini empezaron a ofrecer a sus clientes servicios sexuales a crédito.
En una encuesta realizada en 2007, las trabajadoras sexuales afirmaron que entre sus clientes había empresarios, pastores, funcionarios del gobierno (diputados, ministros), abogados, profesores, policías, soldados, extranjeros, turistas, médicos y camioneros.

## VIH
El VIH se declaró por primera vez en 1986, pero desde entonces ha alcanzado proporciones epidémicas debido en gran parte a las creencias culturales que desalientan las prácticas sexuales seguras. Junto con una elevada tasa de coinfección con la tuberculosis, la esperanza de vida se ha reducido a la mitad en la primera década del milenio. El país tiene la mayor prevalencia de VIH como porcentaje de la población de 19 a 49 años del mundo en 2016 (27,2 %).

## Tráfico sexual
Esuatini es país de origen, destino y tránsito de hombres, mujeres y niños sometidos al tráfico sexual. Las niñas suazis, sobre todo las huérfanas, son objeto de tráfico sexual, principalmente en el país y en Sudáfrica. Según los informes, los traficantes obligan a las mujeres mozambiqueñas a prostituirse en Suazilandia, o las transportan con destino Sudáfrica. Algunas mujeres suazis son obligadas a prostituirse en Sudáfrica y Mozambique tras emigrar voluntariamente en busca de trabajo. Los informes indican que el declive de la industria textil tras la pérdida de elegibilidad en virtud de la Ley de Crecimiento y Oportunidad Africanos en 2015 ha llevado a los trabajadores textiles a seguir promesas de empleo en países vecinos, lo que puede aumentar su vulnerabilidad a la trata.
En 2017, la Oficina de Vigilancia y Lucha contra la Trata de Personas del Departamento de Estado de los Estados Unidos clasificó a Esuatini como país de "nivel 2".